# يانوس سابو (سياسي)
يانوس سابو (بالمجرية: Szabó János)‏ هو محامي وسياسي مجري، ولد في 29 أكتوبر 1937 في المجر. حزبياً، نشط في الحزب المدني لأصحاب الحيازات الصغيرة المستقلين والعمال الزراعيين. وقد انتخب عضو الجمعية الوطنية المجرية (2 مايو 1990 – 27 يونيو 1994).